# Pływanie na Letnich Igrzyskach Olimpijskich 1920 – 100 m stylem dowolnym kobiet
Pływanie na dystansie 100 metrów stylem dowolnym kobiet było jedną z konkurencji pływackich rozgrywanych podczas VII Igrzysk Olimpijskich w Antwerpii. Był to drugi raz, gdy ta konkurencja była przeprowadzona podczas igrzysk olimpijskich.
W konkurencji wzięło dziewiętnaście zawodniczek reprezentujących dziewięć ekip narodowych. Wyścigi eliminacyjne zostały przeprowadzone 23 sierpnia, zaś finał 25 sierpnia.
Rekord świata i rekord olimpijski w tej konkurencji należały do Australijki Fanny Durack, która zdobyła złoty medal na poprzednich igrzyskach. Rekord olimpijski został pobity już w pierwszym wyścigu eliminacyjnym, który czasem 1:18,0 wygrała Amerykanka Frances Schroth. Poprawiony rekord olimpijski i nowy rekord świata, wynoszący 1:14,4; ustanowiła w trzecim wyścigu eliminacyjnym Ethelda Bleibtrey ze Stanów Zjednoczonych, by w finale poprawić go po raz kolejny ustanawiając go na 1:13,6 i zdobywając tytuł mistrzyni olimpijskiej.

## Rekordy
Tak przedstawiały się rekordy na tym dystansie przed igrzyskami w Antwerpii:
| Rekord świata     | Fanny Durack (AUS) | 1:16,2 | Sydney (AUS)    | 6 lutego 1915 |
| Rekord olimpijski | Fanny Durack (AUS) | 1:19,8 | Sztokholm (SWE) | 11 lipca 1912 |

Durack ustanawiając rekord olimpijski w Sztokholmie startowała w ekipie Australazji - połączonych reprezentacji Australii i Nowej Zelandii.

## Wyniki

### Eliminacje
Do finału awansowały dwie najlepsze zawodniczki z każdego wyścigu eliminacyjnego oraz najszybsza zawodniczka z trzeciego miejsca.
Wyścig 1
| Miejsce | Zawodniczka        | Czas   | Uwagi |
| ------- | ------------------ | ------ | ----- |
| 1.      | Frances Schroth    | 1:18,0 | Q     |
| 2.      | Charlotte Boyle    | 1:20,4 | Q     |
| 3.      | Rie Beisenherz     | 1:22,6 |       |
| 4.      | Yvonne Degraine    | b. d.  |       |
| 5.      | Aina Berg          | b. d.  |       |
| 6.      | Lillian Birkenhead | b. d.  |       |

Wyścig 2
| Miejsce | Zawodniczka          | Czas   | Uwagi |
| ------- | -------------------- | ------ | ----- |
| 1.      | Irene Guest          | 1:18,8 | Q     |
| 2.      | Constance Jeans      | 1:20,8 | Q     |
| 3.      | Violet Walrond       | 1:21,4 | q     |
| 4.      | Germaine Van Dievoet | b. d.  |       |
| 5.      | Suzanne Wurtz        | b. d.  |       |
| 6.      | Carin Nilsson        | b. d.  |       |
| 7.      | Charlotte Radcliffe  | b. d.  |       |

Wyścig 3
| Miejsce | Zawodniczka       | Czas   | Uwagi |
| ------- | ----------------- | ------ | ----- |
| 1.      | Ethelda Bleibtrey | 1:14,4 | Q     |
| 2.      | Jane Gylling      | 1:25,6 | Q     |
| 3.      | Grace McKenzie    | 1:27,4 |       |
| 4.      | Ernestine Lebrun  | b. d.  |       |
| 5.      | Blanche Nash      | b. d.  |       |
| 6.      | Lily Beaurepaire  | b. d.  |       |

### Finał
| Miejsce | Zawodniczka       | Czas          |
| ------- | ----------------- | ------------- |
| 1.      | Ethelda Bleibtrey | 1:13,6        |
| 2.      | Irene Guest       | 1:17,0        |
| 3.      | Frances Schroth   | 1:17.2        |
| 4.      | Constance Jeans   | 1:22,8        |
| 5.      | Violet Walrond    | b. d.         |
| 6.      | Jane Gylling      | b. d.         |
| —       | Charlotte Boyle   | Nie ukończyła |